# Denís Milar
Denís Alfredo Milar Otero (født 20. juni 1952 i Montevideo, Uruguay) er en uruguayansk tidligere fodboldspiller (angriber).
Milar spillede 19 kampe og scorede fire mål for Uruguays landshold. Han var en del af landets trup til VM 1974 i Vesttyskland, og spillede alle uruguayanernes tre kampe i turneringen, hvor holdet røg ud i kvartfinalen.
På klubplan spillede Milar blandt andet for Liverpool og Nacional i hjemlandet, og for Granada i Spanien.